# 2022年のマレーシアグランプリ (ロードレース)
2022年のマレーシアグランプリ(2022 Malaysian motorcycle Grand Prix、正式名称:Petronas Grand Prix of Malaysia 2022)は、ロードレース世界選手権の2022年シーズン第19戦として、10月21日から23日までマレーシアのセパン・インターナショナル・サーキットで開催されたイベント。